# 백존유
백존유(白存儒, ?~?)는 고려 중기와 후기의 무신이다. 본관은 대구(大邱)로 추정된다.

## 생애
이의민 정권에서 군부령(軍部令)을 지냈다. 1196년(명종 26) 4월 최충헌, 최충수(崔忠粹) 형제가 당시 무신집권자 이의민을 제거하기 위해 정변을 일으켰을 때, 백존유는 도성(都城) 경비를 맡은 감행령 장군(監行領 將軍)으로 있었다. 최충헌 형제가 미타산 별장에서 이의민의 수급을 베고 도성에 들어와 백존유(白存儒)를 보고 사실대로 고하니, 백존유가 기꺼이 그들을 따라 군졸(軍卒)들을 불러모았다. 백존유의 도움으로 도성을 장악한 최충헌 형제는 대장군 이지순(李至純), 장군 이지영(李至榮), 장군 이지광(李至光) 등 이의민의 세 아들과 그 측근들을 모두 제거할 수 있었고 마침내 정권을 잡았다. 
이의민 세력을 타도함에 있어 백존유가 결정적인 공을 세웠으므로 같은 달에 대장군(大將軍)이 되었고, 이어 상장군(上將軍)으로 승진하였다. 1198년(신종 1) 정월 상장군 겸 감수국사(監修國史)로서 서북면지병마사(西北面知兵馬事)가 되어 서북면을 위무했으며, 1202년(신종 5) 윤 12월에는 동지추밀원사(同知樞密院事)에 올랐다.

## 참고 문헌
『고려사(高麗史)』
『고려사절요(高麗史節要)』
『동국통감(東國通鑑)』